# Kanton Saint-Amant-Tallende
Kanton Saint-Amant-Tallende (fr. Canton de Saint-Amant-Tallende) je francouzský kanton v departementu Puy-de-Dôme v regionu Auvergne. Tvoří ho devět obcí.

## Obce kantonu
- Aydat
- Chanonat
- Cournols
- Olloix
- Saint-Amant-Tallende
- Saint-Sandoux
- Saint-Saturnin
- Saulzet-le-Froid
- Le Vernet-Sainte-Marguerite